# ウィリアムズ・FW13
ウィリアムズ・FW13 (Williams FW13) はウィリアムズが1989年のF1世界選手権参戦用に開発したフォーミュラ1カー。設計者はパトリック・ヘッド。第13戦ポルトガルGPから最終戦オーストラリアGPまで使用された。1990年は開幕戦から最終戦までFW13Bが使用された。

## FW13
1989年、ウィリアムズはルノー製のV型10気筒3500cc自然吸気エンジンを使用した。FW12Cを使用して開幕を迎え、シーズン途中でFW13を投入するスケジュールだったが、実際にFW13がレースに持ち込まれたのは、シーズン終盤の第13戦ポルトガルGPのことだった。
フロントサスペンションはFW12Cのプルロッドからプッシュロッドへと変更された。FW12Cはモノコック内部にスプリング・ダンパーユニットを収めていたが、FW13ではサスペンション上側のリンクはモノコックの外側に移され、ここからノーズ先端までは別体のカバーが取り付けられた。そのノーズ上面の「こぶ」がFW13の特徴となった。
サイドポンツーン側面のエアダクトは廃され、燃料タンクはドライバー側面まで延び、ロールバーはループ状のものではなく、車体中央に棒状のものが取り付けられた。また、1990年の規定にも容易に変更できるようになっていた。インダクションポッドは独特のデザインで、横幅のある楕円形の形状だった。
デビューレースとなったポルトガルGPでは、リアエンドはFW12Cのものを流用したものだったが、スペインGPで本来のFW13用のものが取り付けられた。

### 成績
FW13が使用されたのは終盤4戦のみ。第15戦日本GPでは1位でフィニッシュしたアイルトン・セナの失格により、順位の繰り上げで2、3位を獲得。豪雨の中行われた最終戦オーストラリアGPでは、ティエリー・ブーツェンのドライブで優勝を飾った。FW12Cでの成績を含め、コンストラクターズランキングは2位。

### スペック

#### シャーシ
- シャーシ名 FW13
- ホイールベース 2,921 mm
- 前トレッド 1,803 mm
- 後トレッド 1,674 mm
- クラッチ AP
- ブレーキキャリパー AP
- ブレーキディスク・パッド カーボンインダストリー
- ダンパー コニ・ペンスキー
- ホイール フォンドメタル
- タイヤ グッドイヤー

#### エンジン
- エンジン名 ルノーRS1
- 気筒数・角度 V型10気筒・67度
- 排気量 3,493cc
- 最大馬力 650馬力
- スパークプラグ チャンピオン
- 燃料・潤滑油 エルフ

### 記録
| 年   | マシン | No. | ドライバー             | 1            | 2              | 3          | 4            | 5                  | 6          | 7            | 8            | 9          | 10             | 11           | 12           | 13             | 14           | 15       | 16                 | ポイント | ランキング |
| ---- | ------ | --- | ---------------------- | ------------ | -------------- | ---------- | ------------ | ------------------ | ---------- | ------------ | ------------ | ---------- | -------------- | ------------ | ------------ | -------------- | ------------ | -------- | ------------------ | -------- | ---------- |
| 1989 | FW13   |     |                        | ブラジルの旗 | サンマリノの旗 | モナコの旗 | メキシコの旗 | アメリカ合衆国の旗 | カナダの旗 | フランスの旗 | イギリスの旗 | ドイツの旗 | ハンガリーの旗 | ベルギーの旗 | イタリアの旗 | ポルトガルの旗 | スペインの旗 | 日本の旗 | オーストラリアの旗 | 77       | 2位        |
| 1989 | FW13   | 5   | ティエリー・ブーツェン |              |                |            |              |                    |            |              |              |            |                |              |              | Ret            | Ret          | 3        | 1                  | 77       | 2位        |
| 1989 | FW13   | 6   | リカルド・パトレーゼ   |              |                |            |              |                    |            |              |              |            |                |              |              | Ret            |              | 2        | 3                  | 77       | 2位        |

- 太字はポールポジション、斜字はファステストラップ
- 第14戦はリカルド・パトレーゼのみFW12Cをドライブ。

## FW13B
FW13に新型ルノーエンジンRS2を搭載した。ドライバーは1989年からの継続。

### 成績
第3戦サンマリノGPではリカルド・パトレーゼが7年ぶりの優勝を達成。第10戦ハンガリーGPではスターティンググリッドでフロントローを独占し、ブーツェンが全周回トップでポール・トゥ・ウィンを果たした。
フェラーリ、マクラーレンの2強には及ばず、ベネトンと3番手のポジションを争ったが、最終的にコンストラクターズランキング4位に後退した。

### スペック

#### シャーシ
- シャーシ名 FW13B
- ホイールベース 2,921 mm
- 前トレッド 1,803 mm
- 後トレッド 1,674 mm
- クラッチ AP
- ブレーキキャリパー AP
- ブレーキディスク・パッド カーボンインダストリー
- ダンパー ウィリアムズF1・ペンスキー
- ホイール フォンドメタル
- タイヤ グッドイヤー

#### エンジン
- エンジン名 ルノーRS2
- 気筒数・角度 V型10気筒・67度
- 排気量 3,485cc
- 最高回転数 12,800回転
- 最大馬力 660馬力
- スパークプラグ チャンピオン
- 燃料・潤滑油 エルフ

### 記録
| 年   | マシン | No. | ドライバー             | 1                  | 2            | 3              | 4          | 5          | 6            | 7            | 8            | 9          | 10             | 11           | 12           | 13             | 14           | 15       | 16                 | ポイント | ランキング |
| ---- | ------ | --- | ---------------------- | ------------------ | ------------ | -------------- | ---------- | ---------- | ------------ | ------------ | ------------ | ---------- | -------------- | ------------ | ------------ | -------------- | ------------ | -------- | ------------------ | -------- | ---------- |
| 1990 | FW13B  |     |                        | アメリカ合衆国の旗 | ブラジルの旗 | サンマリノの旗 | モナコの旗 | カナダの旗 | メキシコの旗 | フランスの旗 | イギリスの旗 | ドイツの旗 | ハンガリーの旗 | ベルギーの旗 | イタリアの旗 | ポルトガルの旗 | スペインの旗 | 日本の旗 | オーストラリアの旗 | 57       | 4位        |
| 1990 | FW13B  | 5   | ティエリー・ブーツェン | 3                  | 5            | Ret            | 4          | Ret        | 5            | Ret          | 2            | 6          | 1              | Ret          | Ret          | Ret            | 4            | 5        | 5                  | 57       | 4位        |
| 1990 | FW13B  | 6   | リカルド・パトレーゼ   | 9                  | 13           | 1              | Ret        | Ret        | 9            | 6            | Ret          | 5          | 4              | Ret          | 5            | 7              | 5            | 4        | 6                  | 57       | 4位        |

- 太字はポールポジション、斜字はファステストラップ

## 関連商品
タミヤからFW13BのサンマリノGP仕様が1/20のプラモデルで発売されている。ブーツェンとパトレーゼの2種類のスライドマークとドライバーフィギュアが付属。タバコ広告問題の絡みで、バークレイのロゴはドライバーの名前に置き換えられている。
現在も継続生産されている。